# Oh Lord (In This Moment)
Oh Lord è una canzone della band americana In This Moment. È il primo singolo estratto dal sesto album della band, Ritual. La canzone è stata la prima volta ascoltata dal vivo come parte della scaletta dell'album, In This Moment, nel corso del tour, Half God, Half Devil . La versione dell'album venne poi presentata per la prima volta il 10 maggio 2017 sul sito, Sirius Octane  e pubblicata in digitale il giorno seguente.

## Descrizione

### Significato della canzone
Il singolo parla di Maria Brink, la voce della band, nella sua educazione, dei suoi contrasti, e del suo rapporto con la religione, con ciò che lei percepiva come Dio. Nel corso di un'intervista confidò: Per me questo è forza e luce. Quando ero più giovane, mi sentivo in colpa per aver pensato a queste cose: non dovrei usare le carte dei tarocchi o cose simili, perché per la religione questo è peccato. Per molto tempo ho avuto paura, e mi sono domandata . "È sbagliato quello che faccio ?", ma ad un certo punto ho compreso che non dovevo più avere paura. In questo c'è comprensione e anche qualcosa in più: risveglio della coscienza."